# Zadvarje
Zadvarje je općina u Hrvatskoj, u Splitsko-dalmatinskoj županiji.

## Općinska naselja
Zadvarje je jedino naselje općine (po stanju iz 2006. godine).

## Zemljopis
Općina Zadvarje položajno i funkcijski zauzima obalno i priobalno područje srednje Dalmacije, kao i područje neposrednog zaleđa.
Smještena je između područja grada Omiša, općine Brela i općine Šestanovac na kopnu, a na moru je razgraničena s bračkom općinom Selca.
Obalni dio općine u dužini od oko 4 km se nalazi u uvali Vrulja, čije se obale visoko i strmo izdižu iznad površine mora prema prijevoju Dubci (280 m n/v), koji je jedino mjesto povezivanja obalnog i zaobalnog prostora općine.
Područje općine obuhvaća 8 međusobno povezanih zaselaka: Dubci, Potpoletnica, Krnići, Krželji, Popovići, Santrići, Pejkovići i Zadvarje, i u kojima danas živi tristotinjak stanovnika.

## Stanovništvo

### Popis 2011.
Prema popisu stanovništva iz 2011. godine, Općina Zadvarje ima 289 stanovnika. Većina stanovništva su Hrvati s 99,31 %, a po vjerskom opredijeljenju većinu od 96,19 % čine pripadnici katoličke vjere.
U 1991. povećano za dio područja naselja Katunâ, općina Šestanovac, u kojem je i sadržan dio podataka od 1857. do 1971. U 1869. podatci su sadržani u naselju Žeževici, općina Šestanovac, kao i dio podataka u 1890.
Većinsko stanovništvo ove općine su Hrvati (97 %).
| broj stanovnika | 371   |       | 455   | 233   | 543   | 695   | 803   | 920   | 744   | 719   | 597   | 431   | 317   | 292   | 277   | 289   | 289   |
|                 | 1857. | 1869. | 1880. | 1890. | 1900. | 1910. | 1921. | 1931. | 1948. | 1953. | 1961. | 1971. | 1981. | 1991. | 2001. | 2011. | 2021. |

| broj stanovnika | 371   |       | 455   | 233   | 543   | 695   | 803   | 920   | 744   | 719   | 597   | 431   | 317   | 292   | 277   | 289   | 289   |
|                 | 1857. | 1869. | 1880. | 1890. | 1900. | 1910. | 1921. | 1931. | 1948. | 1953. | 1961. | 1971. | 1981. | 1991. | 2001. | 2011. | 2021. |

## Povijest
Pored Zadvarja prolazi prometnica koja je važna još od starog vijeka. 
Vrela ga prvi put spominju 1408. godine. Tad je Zadvarje bilo u posjedu bosanskog kralja i njemu odanih velikaša. U to je vrijeme jednim od od središta župe Radobilje, koja se prostire na lijevoj obali Cetine. Do 1460-ih gospodar je bosanski herceg Stipan Vukčić-Kosača. Poslije njegove smrti područje je na kratko došlo i u mletački posjed. Do prije 1482. godine završena je zadvarska tvrđava u današnjem obliku. Poljički statut iz 1482. godine ju spominje kao 'Grad'. Podignuta je radi obrane od sve češćih i snažnjih turskih provala. Otad je prostor Radobilje i Zadvarja dugo bio ničija zemlja, premda ga je Osmansko Carstvo prisvajalo i vodilo u svojim poreznim popisima stanovništva (defterima). Zadvarje je od oko 1503. godine bilo neprijeporno pod osmanskom vlašću, nakon što je duže godina prostor Radobilje bio ničija zemlja. Sa zadvarske tvrđave i još nekih utvrđenih objekata nadziralo se karavanski put, danas sačuvan na južnim padinama ispod tvrđave, kao i na nekoliko mjesta pokraj izvora. Vrela bilježe da oko 1624. da Zadvarje čini utvrda bez podgrađa s malobrojnim slabonaseljenim elima okolo. Turci su zadvarsku tvrđavu dodatno ojačali. U drugoj polovici 16. stoljeća napravili su kružnu građevinu na spoju južnog i zapadnog bedema te ojačali sjeverni bedem. Tih desetljeća Osmanlije su ojačavali svoje položaje u Dalmaciji. Tada su vjerojatno sagradili manje kule na stijenama zapadno od tvrđave (Kula i Kuletina). Zadvarje (tada Duare) je tijekom 17. stoljeća bilo poprište više sukoba između Turaka i Mlečana (uz potporu domaćeg stanovništva). Na blagdan sv. Bartula (24. kolovoza) 1646. godine, Zadvarje je kršćanskom pobjedom u bitci nakon dugo vremena bilo oslobođeno turske vlasti. Poslije je sklopljen mir nakon čega su se Turci opet vratili u tvrđavu. Konačno je Zadvarje oslobođeno 1684., a 1685. godine pretrpilo je tešku višednevnu osmansku opsadu.

## Uprava
Općina Zadvarje postoji od 1997. godine, kada se izdvojila iz sastava općine Šestanovca. Načelnik općine je od 2004. godine Branko Krnić, iz redova Hrvatske demokratske zajednice.

## Gospodarstvo
U ne tako davnoj prošlosti, polje Vrban je bilo glavno gospodarsko središte, gdje su stanovnici Zadvarja uzgajali vinovu lozu, krumpir, blitvu i ostale kulture ovog podneblja. Polje se i danas obrađuje, ali njegovo zlatno doba je prošlo s dolaskom dućana i brzih cesta.
Samo naselje Zadvarje se nalazi oko 500 m od autoceste A1. Kroz njega vodi glavna magistrala od unutrašnjosti prema moru. Ima poštu, tvornicu, benzinsku postaju, prodavaonice, ugostiteljske objekte (kafiće i konobe), starački dom te vatrogasni dom. Dobrovoljno vatrogasno društvo ima oko 20 članova.
Trenutno je u izgradnji i Industrijska zona Zadvarje, potaknuta blizinom autoceste i prolaskom prema moru brojnih turista u turističkoj sezoni.
Zadvarje je poznato po stočnom sajmu koji se održava svakog utorka, a 24. i 25. kolovoza se slavi zaštitnik Zadvarja, Sveti Bartul. To slavlje je popraćeno velikim sajmom i dvodnevnom feštom. Također je veliki sajam 12. i 13. lipnja, uoči i na blagdan Svetog Ante.

## Kultura
Zadvarski šušur, ljetna kulturno-zabavna manifestacija. U programu su dramske predstave, prikazivanja filmova, izložbe fotografija, predstavljanja knjiga, Zadvarska noć, koncerti, klapski susret Zadvarju, gradu na kamenu.
U Zadvarju djeluje Ženska klapa »Kostela«.

## Poznate osobe
- Mladen Bajić, hrvatski pravnik, podrijetlom iz zaseoka Potpoletnice
- Tedi Spalato, hrvatski glazbenik, pravim imenom Tadija Bajić, podrijetlom iz Potpoletnice
- Ante Čizmić, hrvatski neuropsihijatar
- Ivan Čizmić, hrvatski povjesničar
- Ivo Čizmić, hrvatski automobilist
- Branko Kovačević, hrvatski slikar
- Frane Krnić, hrvatski diplomat
- Marijo Krnić, hrvatski glazbenik
- Lovre Pejković, bivši pomoćnik ministra obnove i razvitka RH te predstojnik vladinog ureda za prognanike i izbjeglice
- Ivo Pervan, hrvatski fotograf
- Miro Radalj, hrvatski književnik
- Ivica Šodan, hrvatski književnik

## Spomenici i znamenitosti
- Kulturnopovijesna cjelina Zadvarje
- Utvrda Zadvarje i arheološko nalazište
- Crkva sv. Ante, sagrađena u drugoj polovici 18. stoljeća na mjestu ranije
- Hidroelektrana Kraljevac, prva hidroelektrana na rijeci Cetini, izgrađena 1912. godine, čime je Zadvarje dobilo struju prije Splita.

## Vanjske poveznice
- Općina Zadvarje  Arhivirana inačica izvorne stranice od 9. lipnja 2007. (Wayback Machine)
- Grad Sinj - Galerija slika - CETINSKE LEGENDE (utvrde)/7. ZADVARJE  Arhivirana inačica izvorne stranice od 27. rujna 2007. (Wayback Machine)